# Nyhavns glade gutter
Nyhavns glade gutter er en dansk film fra 1967. Filmen er også kendt under navnet "Onkel Joakims hemmelighed".
- Manuskript Eva Eklund og Poul Mogensen.
- Instruktion Carl Ottosen.

## Medvirkende
Blandt de medvirkende kan nævnes:
| - Gunnar Lauring - Sigrid Horne-Rasmussen - Vivi Bak - Kai Holm - Povl Wöldike | - Per Pallesen - Preben Mahrt - Willy Rathnov - Paul Hagen - Ole Wisborg | - Karl Stegger - Poul Bundgaard - Dirch Passer - Bodil Udsen - Kirsten Peuliche | - Preben Kaas - Arthur Jensen - Ove Sprogøe - Bent Vejlby - Else Petersen | - Peer Guldbrandsen - Miskow Makwarth - Holger Vistisen - Mogens Brandt - Jessie Rindom |

## Eksterne links
- Nyhavns glade gutter på Internet Movie Database (engelsk)
- Nyhavns glade gutter på Filmdatabasen
- Nyhavns glade gutter på danskefilm.dk
- Nyhavns glade gutter på danskfilmogtv.dk
- Nyhavns glade gutter på Scope
- Nyhavns glade gutter i Svensk Filmdatabas (svensk)
- Nyhavns glade gutter på MovieMeter (nederlandsk)
- Nyhavns glade gutter på The Movie Database (engelsk)